# Cacia proteus
Cacia proteus är en skalbaggsart som beskrevs av Heller 1915. Cacia proteus ingår i släktet Cacia och familjen långhorningar.
Artens utbredningsområde är Filippinerna. Inga underarter finns listade.